# إمالة
الإمالة الميل بالفتحة إلى الكسرة وبالألف إلى الياء. وهي نوعان: إمالة كبرى ‎[e]‏ وإمالة صغرى ‎[ɛ]‏ فالإمالة الكبرى، ويقال لها البطح والإضجاع، هي أن ينطق بالألف مركبة على فتحة تصرف إلى الكسر كثيرا. والإمالة الصغرى حدها أن ينطق بالألف مركبة على فتحة تصرف إلى الكسرة قليلا.الإمالة هي ان تنحو بالفتحة نحو الكسرة وبالألف نحو الياء .